# Mistrzostwa Świata w Łucznictwie Polowym 2004
19. Mistrzostwa Świata w Łucznictwie Polowym odbyły się w dniach 5–10 lipca 2004 w Parku Narodowym Jezior Plitwickich w Chorwacji. Zawodniczki i zawodnicy startowali w konkurencji łuków klasycznych, gołych oraz bloczkowych. Po dwuletniej przerwie do rywalizacji wrócili juniorzy. W zawodach wzięły udział także juniorki, jednak ich wyniki są traktowane jako nieoficjalne.

## Medaliści

### Kobiety
| Konkurencja:     | Złoto:                                                          | Srebro:                                                      | Brąz:                                                     |
| łuk klasyczny    | Jessica Tomasi                                                  | Elisabetta Buono                                             | Manuela Kaltenmark                                        |
| łuk goły         | Monika Jentges                                                  | Reingild Linhart                                             | Marian Howells                                            |
| łuk bloczkowy    | Francoise Volle                                                 | Petra Friedl                                                 | Martina Schacht                                           |
| zawody drużynowe | Francja · Laure Barczynski · Francoise Volle · Christine Gauthé | Niemcy · Hedi Mittermaier · Martina Schacht · Monika Jentges | Słowenia · Dolores Čekada · Maja Marcen · Staša Podgoršek |

### Mężczyźni
| Konkurencja:     | Złoto:                                                      | Srebro:                                                          | Brąz:                                                  |
| łuk klasyczny    | Sebastian Rohrberg                                          | Joseph McGlyn                                                    | Jean-Michel Piquet                                     |
| łuk goły         | Erik Jonsson                                                | Mario Orlandi                                                    | Mathias Larsson                                        |
| łuk bloczkowy    | Chris White                                                 | John Dudley                                                      | Morgan Lundin                                          |
| zawody drużynowe | Wielka Brytania · Alan Wills · Chris White · Peter Mulligan | Francja · Antoine Friot · Stephane Dardenne · Christophe Clement | Szwecja · Bjorn Jansson · Morgan Lundin · Erik Jonsson |

### Juniorki
| Konkurencja:  | Złoto:             | Srebro:         | Brąz:             |
| łuk klasyczny | Maja Žlender       | Carla Frangilli | Arianna Zenoniani |
| łuk goły      | Irene Mausoli      |                 |                   |
| łuk bloczkowy | Isabell Danielsson | Sara Boberg     | Claudia Benigni   |

### Juniorzy
| Konkurencja:     | Złoto:                                                  | Srebro:                                                     | Brąz:                                                               |
| łuk klasyczny    | Ivan Muznik                                             | Rok Mažgon                                                  | Alessandro Anderle                                                  |
| łuk goły         | Andreas Lindstrom                                       | Gavin Howells                                               | Andrej Natlačen                                                     |
| łuk bloczkowy    | Stefano Zanobetti                                       | Mikael Roos                                                 | Milan Kiss                                                          |
| zawody drużynowe | Słowenia · Ivan Muznik · Andraž Kuret · Andrej Natlačen | Chorwacja · Josip Jakopović · Domagoj Bodlaj · Martin Banić | Włochy · Alessandro Anderle · Stefano Zanobetti · Giuseppe Seimandi |

## Klasyfikacja medalowa
| Lp. | Państwo           | Złoto | Srebro | Brąz | Razem |
| 1.  | Włochy            | 2     | 2      | 2    | 6     |
| 2.  | Szwecja           | 2     | 1      | 3    | 6     |
| 3.  | Niemcy            | 2     | 1      | 2    | 5     |
| 3.  | Słowenia          | 2     | 1      | 2    | 5     |
| 5.  | Wielka Brytania   | 2     | 1      | 1    | 4     |
| 6.  | Francja           | 2     | 1      | 0    | 3     |
| 7.  | Austria           | 0     | 2      | 0    | 2     |
| 7.  | Stany Zjednoczone | 0     | 2      | 0    | 2     |
| 9.  | Chorwacja         | 0     | 1      | 0    | 1     |
| 10. | Belgia            | 0     | 0      | 1    | 1     |
| 10. | Węgry             | 0     | 0      | 1    | 1     |